# Operatives Geschäft
Als operative Geschäfte bezeichnet man sämtliche Unternehmensaktivitäten, die im unmittelbaren Zusammenhang mit dem Betriebszweck stehen.

## Allgemeines
Operativ bedeutet „unmittelbar wirksam“, „bestimmte Maßnahmen betreffend“ (lateinisch operari, „bereiten“, „ins Werk setzen“). Das operative Geschäft ist gleichzeitig meist auch das Kerngeschäft eines Unternehmens, wie es sich aus dem Sachziel des Betriebszwecks ergibt. Nicht zum Betriebszweck gehörende (Neben-)Geschäfte gehören nicht zum operativen Geschäft. Diese strikte Trennung wird auch im Rechnungswesen eines Unternehmens reflektiert, wo Geschäftsvorfälle in der Gewinn- und Verlustrechnung zum Betriebsergebnis oder zum außerordentlichen Ergebnis gerechnet werden. Das Betriebsergebnis (auch operatives Ergebnis genannt) erfasst sämtliche aus der ordentlichen – operativen – Geschäftstätigkeit resultierenden Vorgänge.
So weisen etwa Unternehmen der Automobilbranche unter operativen Geschäften die Umsätze aus dem Verkauf von produzierten Kraftfahrzeugen aus; werden hier jedoch auch Kursgewinne aus Devisengeschäften erzielt, gehören diese zum außerordentlichen Ergebnis.
Das Gegenstück zum operativen Geschäft ist das administrative Geschäft.

## Inhalt
Zum operativen Geschäft gehören sämtliche betriebliche Funktionen wie Beschaffung, Produktion, Finanzierung, Verwaltung, Vertrieb, Support und Service, solange sie für den Betriebszweck eingesetzt sind. Durch deren Tätigkeit ergeben sich Unternehmensdaten, aus denen zur Entscheidungsvorbereitung operative Daten benötigt werden. Im operativen Geschäft werden operative Entscheidungen getroffen, die sich (mehrmals) täglich wiederholen können.

## Strategisches Geschäft
Zuweilen wird das operative Geschäft auch als Gegensatz zum strategischen Geschäft verstanden. Beim letzteren handelt es sich um unternehmerische Transaktionen mit langfristiger Auswirkung auf das Unternehmen. Dazu zählen etwa der Erwerb oder Verkauf von Beteiligungen im Rahmen des Unternehmenskaufs, der Erwerb/Verkauf von Gebäuden/Maschinen mit einem Anteil von mindestens 20 % an der Bilanzsumme des Erwerbers/Verkäufers oder das Eingehen/Beenden strategischer Partnerschaften. Derartige strategischen Geschäfte erfordern andere Entscheidungen als die operativen, und zwar Managemententscheidungen auf der Grundlage von dispositiven Daten.
Der Begriff wird häufig im Zusammenhang mit Vergleichen oder Gegenüberstellungen von Unternehmenssteuerungen und Unternehmensstrategien verwendet.